# 城東区

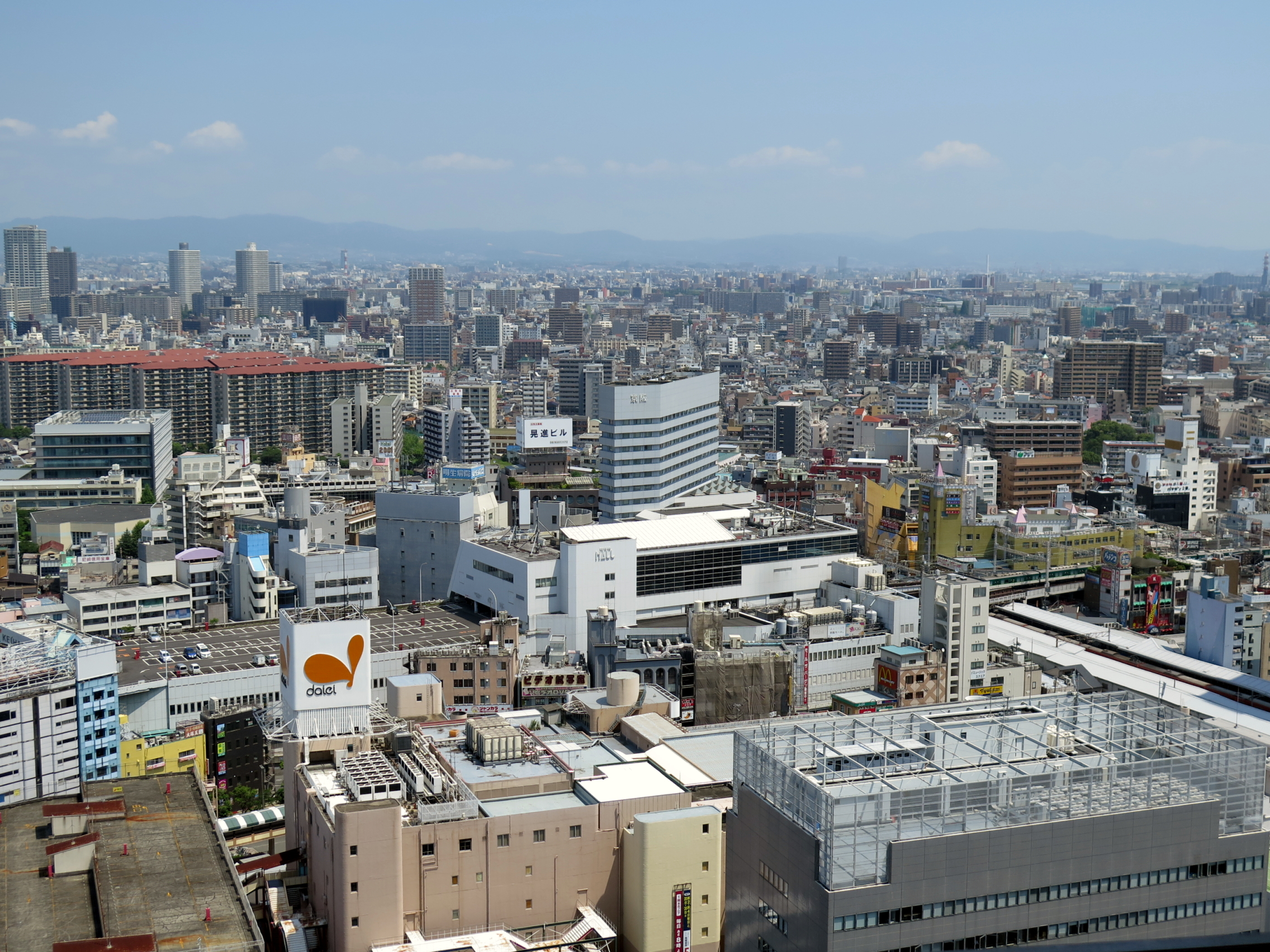
京橋付近の俯瞰。右半分は城東区に属する（2014年）

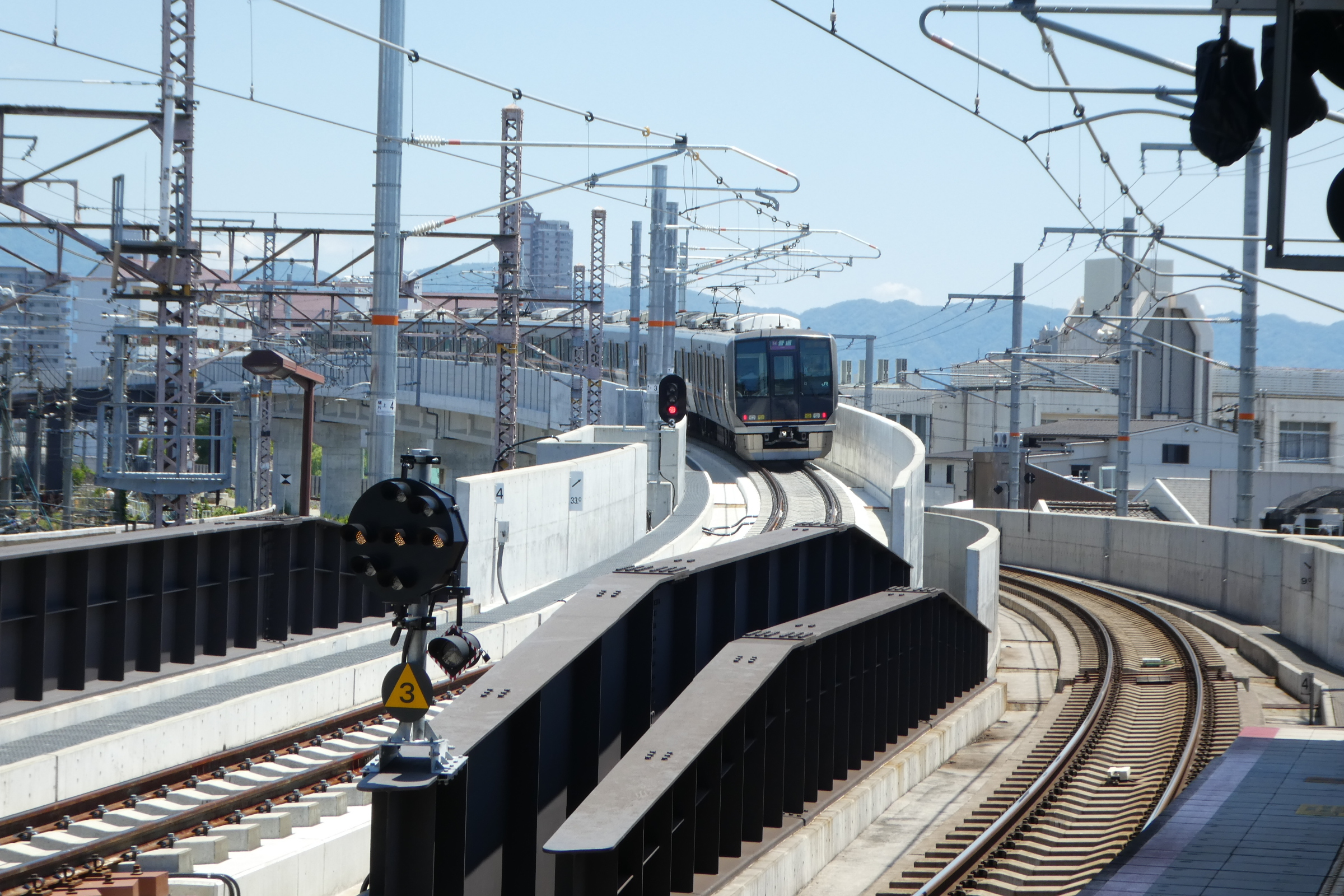
城東区を走るJR学研都市線

城東区（じょうとうく）は、大阪市を構成する24行政区のうちの一つ。
2025年現在、日本の政令指定都市の行政区の中では、人口密度が同市西区に次ぐ全国2位である。近年では区の西部および北部で高層マンションの建設が進み、人口は増加傾向であったが、2015年の国勢調査以降は横ばいとなっている。

## 河川
- 寝屋川（京橋以西は大川）
- 第二寝屋川（平野川との合流地点以西は大川）
- 城北川
- 平野川
- 平野川分水路

## 隣接している自治体・行政区
大阪市の行政区
- 都島区
- 中央区
- 旭区
- 鶴見区
- 東成区

自治体
- 東大阪市

## 歴史
- 1614年 - 今福の戦い・鴫野の戦い
- 1889年 - 町村制施行。区域には東成郡榎並村、鯰江村、古市村、榎本村、北新開荘村、中本村が発足。
- 1916年 - 北新開荘村が城東村に改称。
- 1925年 - 大阪市へ編入され、新設の東成区に含まれる。
- 1932年 - 旧：中本町域（現：森之宮、中浜）以外は新設の旭区となる。
- 1934年 - 室戸台風による暴風雨。中本第二小学校（現中道小学校）、中本第四小学校（現北中道小学校）、鯰江第二（現聖賢小学校）、鯰江第三（現今福小学校）などの木造校舎が強風により倒壊するなどして多数の死傷者が出た[3]。

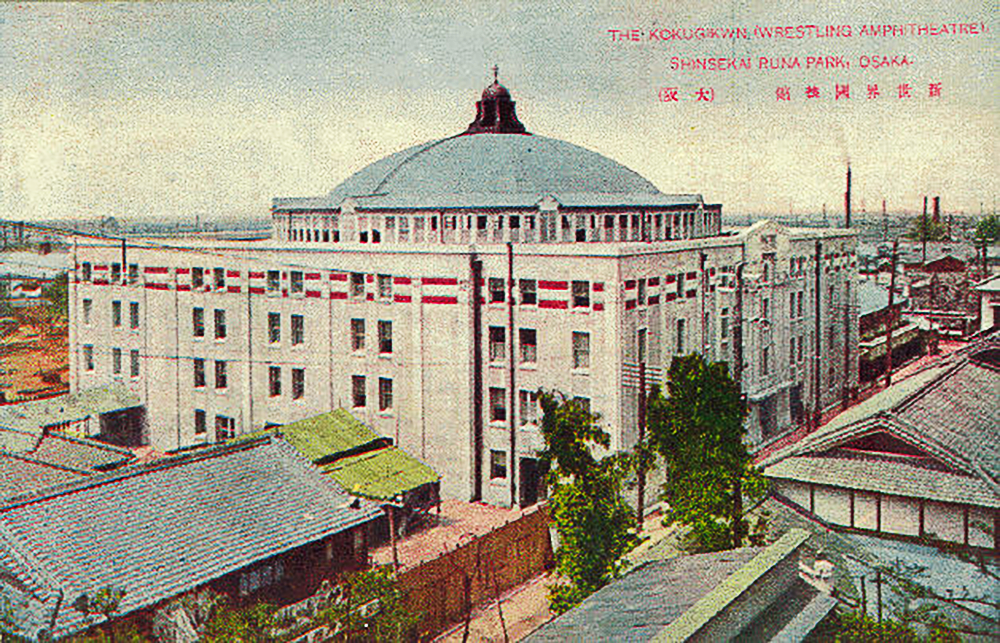
大阪大国技館

- 1937年 - 関目町（現：古市二丁目）に大阪大国技館が建築されたが、大阪場所が行われなくなり、後にGHQの倉庫として使用された。1951年（昭和26年）ごろ解体され、現在は団地（リビエール関目）となっている。
- 1943年 - 東成区北西部と旭区南部より分離し、城東区が発足。
- 1955年 - 北河内郡茨田町を編入。
- 1974年 - 東部（大阪内環状線以東、第二寝屋川以北）を鶴見区に分離。
- 2016年 - 城東区複合施設（城東区役所、城東区保健福祉センター、城東区民センター、城東図書館、城東区老人福祉センター）開設に伴い、区役所を城東区中央三丁目41番2から現在地に移転[4]。

## 区域
- 今福西1-6丁目
- 今福東1-3丁目
- 今福南1-4丁目
- 蒲生1-4丁目
- 新喜多1-2丁目
- 新喜多東1-2丁目
- 鴫野西1-5丁目
- 鴫野東1-3丁目
- 諏訪1-4丁目
- 成育1-5丁目
- 関目1-6丁目
- 中央1-3丁目
- 天王田
- 中浜1-3丁目
- 永田1-4丁目
- 野江1-4丁目
- 放出西1-3丁目
- 東中浜1-9丁目
- 古市1-3丁目
- 森之宮1-2丁目

## 主な公共施設
- 大阪市立城東図書館
- 城東区在宅サービスセンター(ゆうゆう)
- 城東区老人福祉センター
- 大阪市シルバー人材センター
- 城東区子ども・子育てプラザ
- 城東つどいの広場
- 大阪市立鯰江保育所
- 大阪市立鴫野保育所
- 大阪市立関目保育所
- 大阪市立東中浜保育所
- 大阪市立今福南保育所
- 大阪府済生会野江病院
- 森之宮病院
- 東大阪病院

## 名所・旧跡
- 須佐之男尊神社（関目神社）
- 明治天皇御駐輦之趾
- 野江水神社
- 皇大神宮
- 八劔神社
- 若宮八幡大神宮
- 諏訪神社
- 白山神社
- 東本稲荷神社

## 城東区に本社を置く企業
- 牛乳石鹸共進社（工場は鶴見区）
- タカラスタンダード
- 扶桑薬品工業（登記上の本店は中央区道修町）
- ハナテン
- カーディナル
- ゼネラルホールディングス株式会社
- 山田辰
- 福井製薬
- 日経西日本製作センター（日本経済新聞社グループ。本社・大阪工場。大阪府・奈良県・和歌山県向けの日本経済新聞を印刷・発送）

## 城東区の商業施設

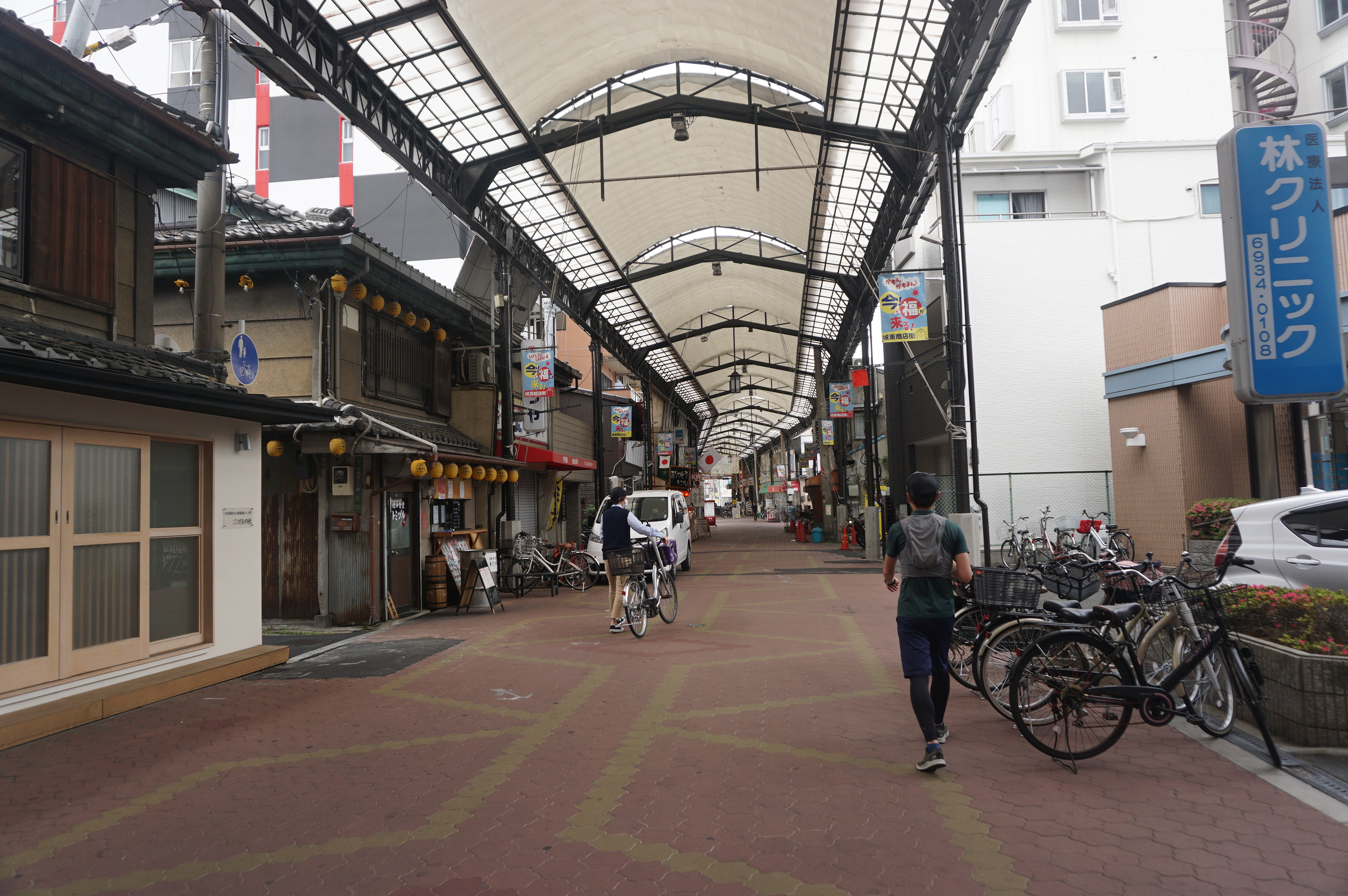
城東商店街

- 城東商店街
- 関目商店街
- ライフ京橋店・関目店・深江橋店
- デイリーカナートイズミヤ今福店
- パントリー蒲生店
- コノミヤ鴫野店・鴫野西店・緑橋店
- 関西スーパー蒲生店・古市店・今福店
- 阪急オアシス野江店
- 食品館アプロ（カノー）関目店・城東店
- おおさかパルコープ東中浜店
- キリンド城東店
- フレンドマート深江橋店
- マックスバリュ（光洋）京橋店
- エンド商事（株）業務用食品館城東店
- サンディ関目店・今福店
- スーパー玉出京橋店
- スーパーマルハチ鴫野店
- ではらストアー
- マルヤス城東店
- スーパーサンコー今福店
- ニトリ放出店
- ジョーシン蒲生店

## 教育

### 大学
- 大阪信愛学院大学

### 専修学校
- 大阪済生会野江看護専門学校

### 高等学校
- 大阪府立成城高等学校
- 大阪産業大学附属高等学校
- 大阪信愛学院高等学校
- 開明高等学校

### 中学校
| - 大阪市立放出中学校 - 大阪市立蒲生中学校 - 大阪市立城陽中学校 | - 大阪市立菫中学校 - 大阪市立城東中学校 - 大阪市立鯰江中学校 | - 大阪信愛学院中学校 - 開明中学校 |

### 小学校
| - 大阪市立榎並小学校 - 大阪市立関目小学校 - 大阪市立鯰江小学校 - 大阪市立今福小学校 | - 大阪市立聖賢小学校 - 大阪市立鴫野小学校 - 大阪市立中浜小学校 - 大阪市立城東小学校 | - 大阪市立諏訪小学校 - 大阪市立成育小学校 - 大阪市立すみれ小学校 - 大阪市立東中浜小学校 | - 大阪市立放出小学校 - 大阪市立関目東小学校 - 大阪市立森之宮小学校 - 大阪市立鯰江東小学校 |

## 集合住宅

### 大規模マンション
- 京橋南コーポ
- リバーガーデン森の城
- シティテラス今福鶴見
- ウィズパークス大阪アクアコート
- ライオンズガーデン城東
- タイムズピーススクエアファーストゲートシティ
- パークスクエア城東
- 関目グリーンハイツ
- ファミールハイツ城東
- コムズシティ野江
- ネオコーポ大阪城公園
- 関目北すみれハイツ
- 大阪城公園スカイハイツ
- 鴫野コーポ
- 京橋南コーポ
- シャレール関目

### 住宅団地
- 都市再生機構森之宮団地（当時の日本住宅公団初の面開発市街地住宅として知られている）
- 都市再生機構森之宮第2団地（このうち9号棟は当時の日本住宅公団初の地上25階建てが採用された）
- 都市再生機構関目中すみれハイツ
- 都市再生機構リビエール関目
- 都市再生機構プロムナーデ関目（関目第1団地および関目第2団地を建て替えた住宅団地）
- 大阪市住宅供給公社コーシャハイツ森之宮
- 市営今福北住宅
- 市営今福中住宅
- 市営今福南住宅
- 市営鴫野住宅
- 市営鴫野西住宅
- 市営すみれ住宅
- 市営すみれ北住宅
- 市営関目住宅
- 市営野江住宅
- 市営野江北住宅
- 市営古市住宅
- 市営古市北住宅
- 市営古市東住宅（市営古市中住宅を建て替えた住宅団地）
- 市営古市南住宅
- 洲崎鋳工社宅

かつて存在した住宅団地
- 住宅・都市整備公団関目第1団地（建て替えられて「プロムナーデ関目」となった）
- 住宅・都市整備公団関目第2団地（同上。なお建て替え前には日本住宅公団大阪支所限定のダブルスターハウスが存在した。）
- 市営古市中住宅（建て替えられて市営古市東住宅になった。建て替え前は日本最古の団地として知られていた。）

## 交通

### 鉄道
西日本旅客鉄道（JR西日本）
 大阪環状線：京橋駅（ホームは区外（都島区）） - 大阪城公園駅（ホームの東端が区内）
 JR東西線・片町線（学研都市線）：京橋駅 - 鴫野駅
 おおさか東線：JR野江駅 - 鴫野駅
大阪市高速電気軌道 (Osaka Metro)
 谷町線：野江内代駅（1番出入り口が区内） - 関目高殿駅（2,3番出入り口が区内）
 長堀鶴見緑地線：蒲生四丁目駅 - 今福鶴見駅
 今里筋線：緑橋駅（ホームの北端および6番出入り口が区内） - 鴫野駅 - 蒲生四丁目駅 - 関目成育駅 - 新森古市駅（ホームの南端および1番出入り口が区内）
 中央線：深江橋駅（2番出入り口が区内）
京阪電気鉄道
■ 京阪本線：野江駅 - 関目駅

### バス
- 大阪シティバス
- 近鉄バス（2017年3月31日を以て休止）

2008年10月17日まで京阪バスの路線も京橋駅発着で運行していた。
- 城東区バス

城東区がエムオーティに委託し運行していたが、平成26年3月に運行終了。

### 道路
- 阪神高速道路
  - 12号守口線：森小路出入口
  - 13号東大阪線（区内にはインターチェンジ無し）
- 都島通
- 国道163号
- 国道1号
- 鶴見通
- 城見通
- 中央大通
- 大阪市道上新庄生野線
- 今里筋（大阪市道大阪環状線）
- 国道479号（内環状線）

## 城東区出身の有名人
- 浅田均（参議院議員、元大阪府議会議員）
- 岩切英司（元プロ野球選手、阪神、ダイエー）
- 宇都宮まき（お笑いタレント、吉本新喜劇）
- 大西一平（元ラグビー選手、神戸製鋼ラグビー部主将。元日本IBMラグビー部監督）
- 大畑大介（元ラグビー選手）
- 長田融季（漫才師、りあるキッズ）
- 大林健二（お笑い芸人、モンスターエンジン）
- 四代目 桂小文枝（落語家）
- 叶恭子（タレント、叶姉妹の姉）
- 川上未映子（小説家、第138回芥川龍之介賞受賞）
- 子守康範（フリーアナウンサー、実業家、元毎日放送アナウンサー）
- 清水久詞（中央競馬調教師、キタサンブラックでGIレースを制覇）
- 滝口ミラ（アイドル、元HOP CLUB、元アイドリング!!!）
- 楯甲新蔵（大相撲元幕内力士）
- 鉄甲宗五郎（大相撲元幕内力士、朝日山）
- 天地山人（大相撲元十両力士）
- 冨田洋之（体操選手、アテネオリンピック体操金メダリスト）
- 西田佐知子（歌手）
- 西村朗（作曲家）
- 渡辺正人（元プロ野球選手）
- 平田良介（元プロ野球選手）
- 陽川尚将（プロ野球選手、埼玉西武ライオンズ所属）
- 中向永昌（キックボクサー、WPMF日本スーパーフェザー級チャンピオン）
- 杉枝真結（ファッションモデル）
- 松村沙友理（アイドル、元乃木坂46）